# Джонсон, Филлис
Филлис Уайт Джонсон, в девичестве Сквайр (англ. Phyllis Wyatt Johnson, Squire; 8 декабря 1886, Ройал-Танбридж-Уэлс, графство Кент, Великобритания — 2 декабря 1967, Тонбридж, Кент, Великобритания) — британская фигуристка. Наибольших успехов достигла в парном катании со своим партнёром и мужем Джеймсом Г. Джонсоном. Они стали серебряными медалистами Олимпиады 1908 года, а также были двукратными чемпионами мира (в 1909 и 1912 годах). В 1920 году, уже с другим партнером, Бэзилом Уилльямсом Филлис выиграла бронзу на Олимпийских играх в Антверпене.
Филлис была первой в истории фигуристкой выигравшей олимпийские медали с разными партнёрами.
Кроме того, Филлис Джонсон довольно успешно выступала как одиночница. Она была серебряным призёром чемпионата мира 1913 году и дважды завоёвывала бронзу чемпионатов мира. На Олимпиаде 1920 года она была четвёртой среди женщин.
Замуж за Джеймса Г. Джонсона Филлис вышла в 1904 году, а после его смерти в 1921, была замужем ещё раз. Умерла в возрасте 80 лет.

## Спортивные достижения

### Парное фигурное катание
| Соревнования/Год | 1908 | 1909 | 1910 | 1912 | 1920 |
| Олимпийские игры | 2    |      |      |      | 3    |
| Чемпионаты мира  |      | 1    | 3    | 1    |      |

### Женское одиночное катание
| Соревнования/Год | 1912 | 1913 | 1914 |
| Чемпионаты мира  | 3    | 2    | 3    |